# Lokmanya Tilak Terminus
Lokmanya Tilak Terminus (hindsky लोकमान्य तिलक टर्मिनस रेलवे स्टेशन, oficiální zkratka: LTT, dříve Kurla Terminus) je hlavové železniční nádraží, které se nachází v severní části indického města Bombaje, na třídě Pipeline Road. Je jedním z pěti nádraží Bombaje a druhým největším. Administrativně spadá pod Central Railway.
Stanice se nachází 15,5 km severovýchodně od Malabárského vršku a 17,5 km severovýchodně od Brány Indie. Jedná se o jedno z mála bombajských moderních nádraží. Má prosklenou odbavovací halu o rozměrech 160x30 m. Má pět nástupišť.
Nádraží se jmenuje podle jedné z osobností indického hnutí za nezávislost, Bálu Gangádharovi Tilakovi. Původní název nádraží Kurla Terminus byl dle názvu nedaleké místní části Bombaje. Název stanice byl změněn v roce 1999.

## Historie
Původní stanice byla v této lokalitě vybudována v roce 1991.
V roce 2003 dospěla Central Railway (CR) k závěru, že nádraží čhatrapatiho Šivádžího v centru města je již plně vytížené a další nezbytné meziměstské vlaky z něj není možné vypravovat. Proto bylo rozhodnuto o zbudování nové moderní stanice pro více než desetimilionovou Bombaj. Central Railway představila projekt rozšíření v roce 2006, s ním souhlasila i bombajská radnice, která se rozhodla terminál připojit na nedaleký dálniční most Santa Cruz–Chembur Link Road. Zcela přestavěné nádraží bylo slavnostně otevřeno dne 16. dubna 2013 indickým ministrem železnic Pawanem Kumarem Bansálem. Stavební práce trvaly tři roky, nový terminál zabírá plochu 50 000 m2
Vyšší využití nádraží se ukázalo být ale pouze krátké, neboť Central Railway se rozhodla zmodernizovat i stanici Dadar Terminus, ve které jsou rovněž ukončeny dálkové spoje.
Do budoucna je zvažována přestavba odbavovací budovy a především úprava okolního nevyužitého prostoru. Mají vzniknout výškové domy a odstraněny budou okolní slumy.

## Využití
Každý den stanice odbaví okolo 150 000 cestujících. Jsou odsud vypravovány vlaky do jižní Indie (po Konkanské železnici) a do Varánásí a dalších míst, denně zhruba sedm desítek spojů.